# Діскаверер
Діскаверер (англ. Discoverer, Відкривач), інша назва Діскаверер-0 — перший американський прототип розвідувального супутника серії KH-1, що запускались за програмою Корона.
21 січня 1959 року на базі Ванденберг під час передстартової підготовки запуску ракетою-носієм Тор-Аджена-А першого у світі розвідувального супутника перший ступінь (Тор) був незаправлений, верхній ступінь (Аджена-А) був заповнений азотною кислотою. При виконанні останньої перевірки пролунав сигнал тривоги — увімкнувся внутрішній таймер ступеня Аджена-А і він став виконувати програму польоту, що мала виконуватися високо в атмосфері: увімкнулись піропатрони, що мали відвести другий ступінь від першого після закінчення роботи першого ступеня, а також запустити подачу палива до двигуна. Оператори вчасно вимкнули живлення ракети й запобігли вибуху. Під час інциденту не було постраждалих. Нині ця подія відома як Діскаверер-0.